# Euasteridi
Euasteridi nella classificazione filogenetica indica un clade, ovvero un gruppo monofiletico, di piante spermatofite dicotiledoni appartenenti alla divisione botanica delle Angiosperme.

## Etimologia
Il nome del clade deriva da un genere della famiglia Asteraceae (Aster) la cui etimologia deriva dal greco e significa (in senso ampio) "fiore a stella". Fu introdotto da Carl von Linné (1707 – 1778) biologo e scrittore svedese, considerato il padre della moderna classificazione scientifica degli organismi viventi, ma sicuramente tale denominazione era conosciuta fin dall'antichità. Dioscoride (Anazarbe, 40 circa – 90 circa), medico, botanico e farmacista greco antico che esercitò a Roma ai tempi dell'imperatore Nerone, ad esempio fa riferimento ad un Astro attico (un fiore probabilmente dello stesso genere).
Il nome "Euasteridi" è stato definito nell'ambito dell'Angiosperm Phylogeny Group, un gruppo di botanici sistematici che operano per stabilire una visione consensuale sulla tassonomia delle piante con fiori (angiosperme), avvalendosi dei recenti progressi della sistematica molecolare.

## Descrizione

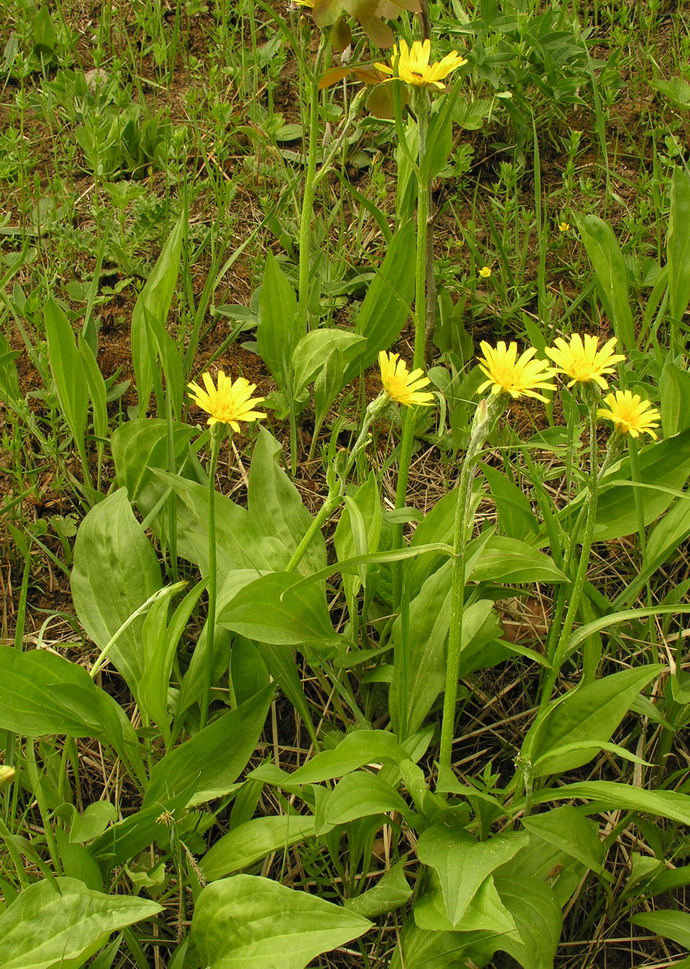
Il portamento
Scorzonera humilis (Asterales)

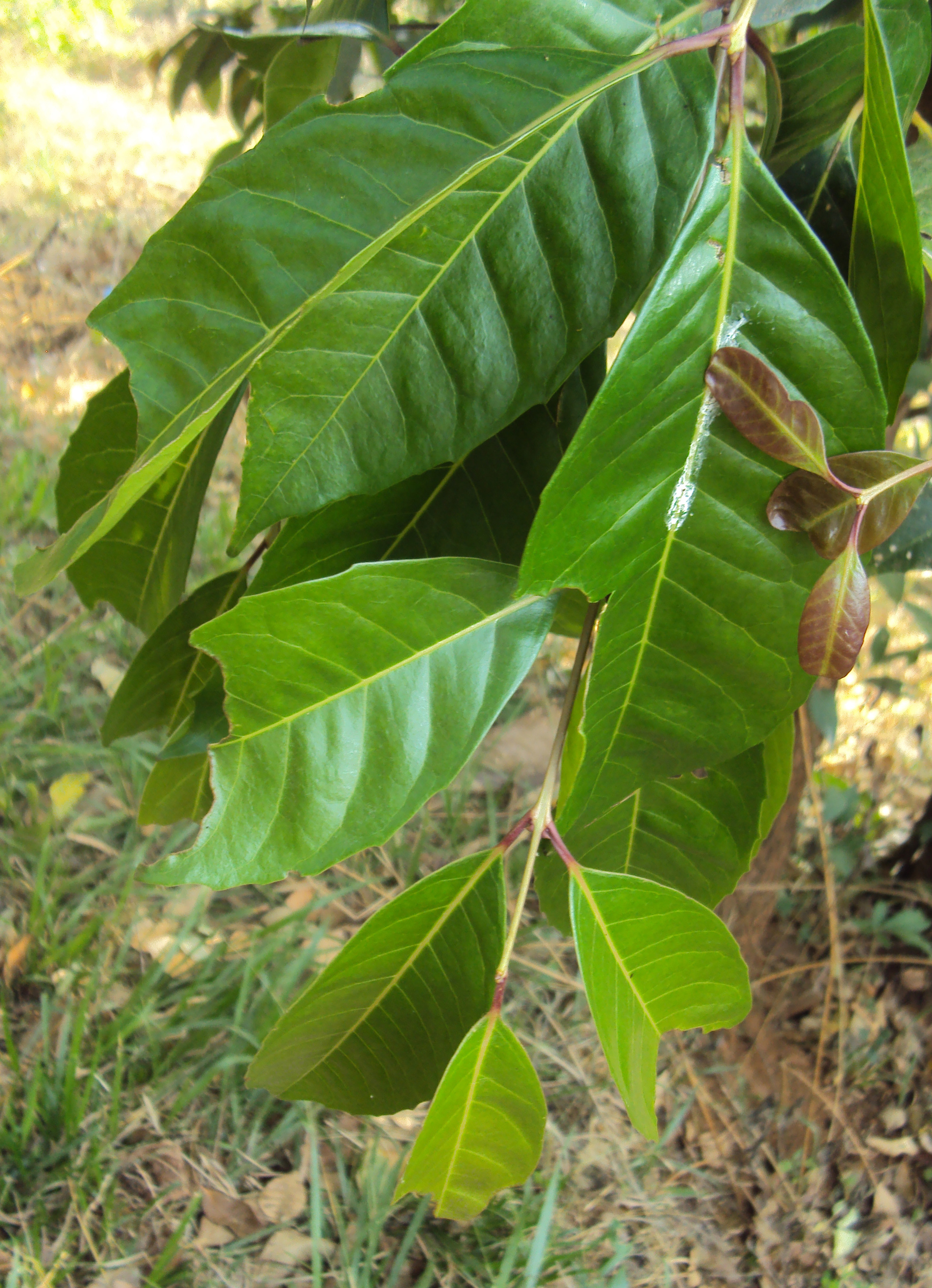
Le foglie
Olea dioica
(Oleaceae)

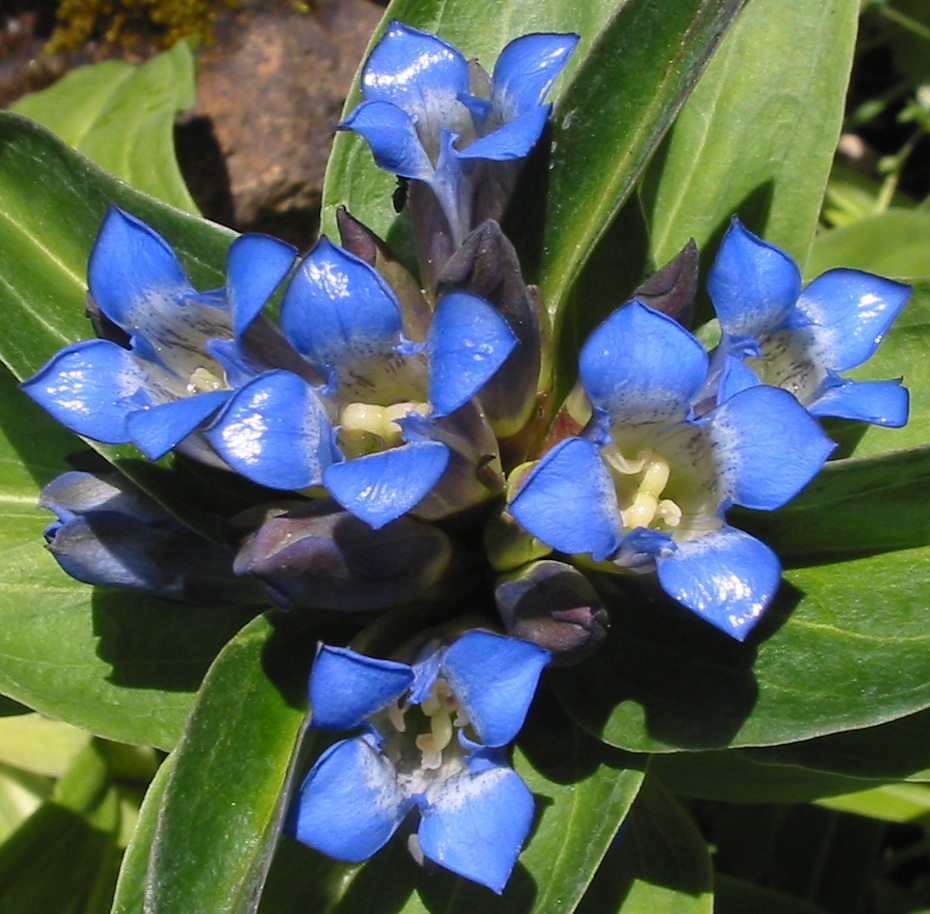
Infiorescenza
Gentiana cruciata
(Gentianales)

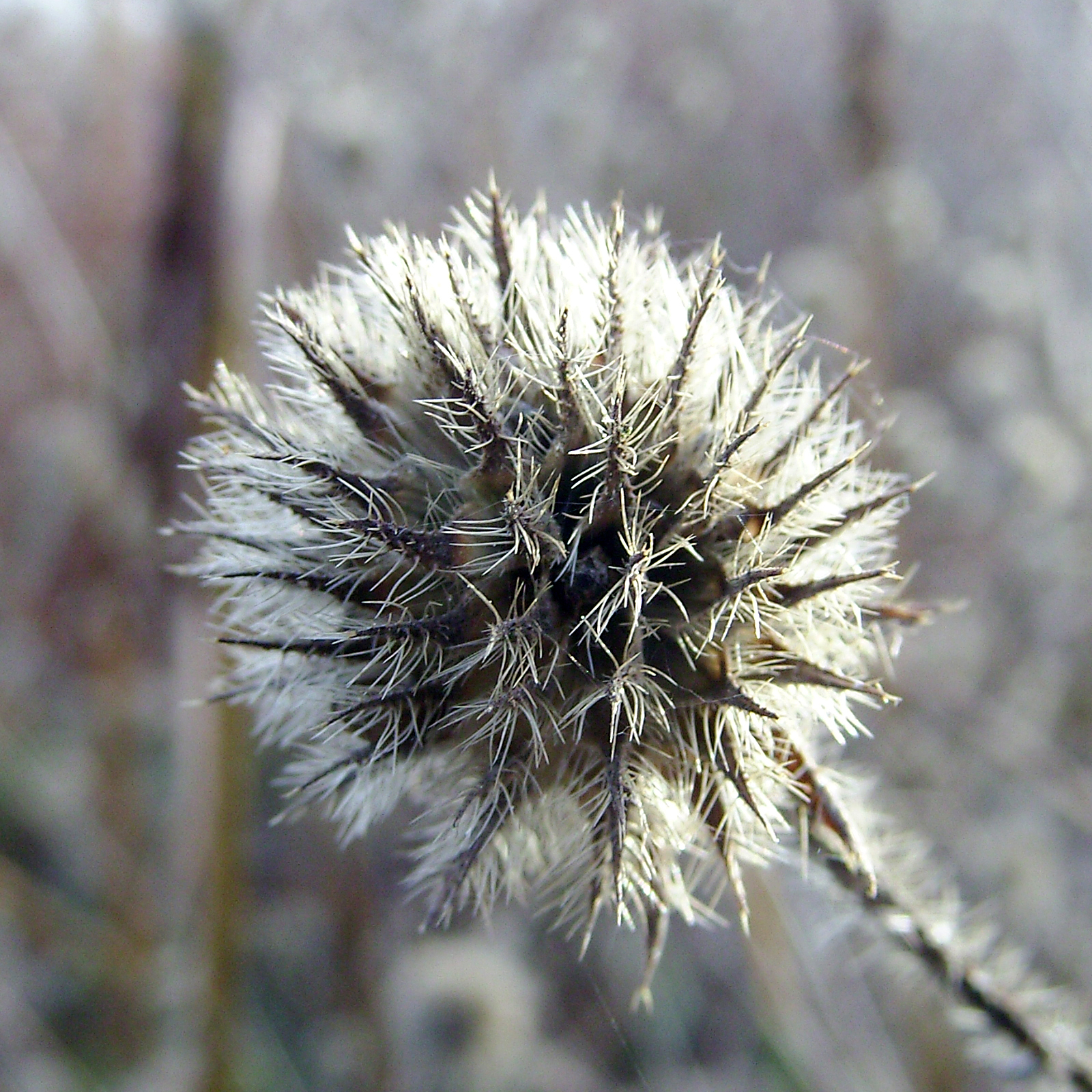
I fiori
Dipsacus pilosus
(Dipsacales)

- Il portamento delle specie di questo clade è vario: erbaceo annuale o perenne, suffruticoso, arbustivo o arboreo (oltre 20 metri di altezza). Occasionalmente si possono avere anche portamenti acquatici o parassitari o anche strutture a liana; sono presenti anche piante prive di clorofilla. Nelle varie parti vegetative sono presenti dei glicosidi fenolici spesso in composti iridoidi, alcaloidi e diterpenoidi oppure oligosaccaridi come "stachiosio". Sono inoltre presenti ghiandole contenenti oli eterei che emanano caratteristici aromi e profumi. Altre famiglie contengono inulina.[1][4]
- Le foglie lungo il fusto sono disposte in modo opposto o alterno con o senza stipole. Altri portamenti sono: spiralato o formanti rosette basali. In alcune specie la disposizione è verticillata a 2 a 2 o quaternate o in densi verticilli fino a 7 foglie. La lamina può essere sia sessile che picciolata o anche amplessicaule. La forma delle foglie è varia: da lanceolata a ovata con bordi interi o variamente lobati, dentati, crenati o ondulati. Sono presenti anche foglie di tipo pennato.
- Le infiorescenze sono sia cimose (definite) che racemose (indefinite). In alcune famiglie sono formate da verticilli ascellari sovrapposti, mentre in altre le infiorescenze sono delle spighe. Spesso formano dei capolini protetti da diverse brattee al cui interno un ricettacolo fa da base ai fiori di due tipi: quelli esterni ligulati e quelli interni tubulosi (Asteraceae).  Nel gruppo Apiales l'infiorescenza acquista una struttura tipica chiamata "ombrella"; un'ombrella è un raggruppamento di fiori, in cui ciascun gambo del singolo fiore cresce a partire dallo stesso punto alla sommità dello stelo.
- I fiori sono ermafroditi o unisessuali, tetrameri (4-ciclici), ossia con quattro verticilli (calice – corolla - androceo – gineceo) e più o meno pentameri (i verticilli del perianzio hanno 5 elementi ognuno, ma a volte anche 4 oppure fino a 8 nel gruppo Cornales). In genere gli stami sono epipetali, e in numero uguale o minore al numero dei lobi della corolla. La simmetria dei fiori può essere actinomorfa (fiori tubulosi) o zigomorfa (fiori ligulati). Inoltre i fiori ligulati possono presentarsi in modo bilabiato. Alcune famiglia presentano il carattere della resupinazione.
  - Alcune formule fiorali di questo gruppo:
  - Formula fiorale generale valida per la maggior parte delle famiglie dell'ordine delle Lamiales:
X, K (3/4/5), [C (4/5 o 2+3), A (2+2 o 2 o 2+2+1)] G (2), (supero/infero), drupa, capsula/bacca[1]
  - Famiglia Asteraceae (Asterales):
X/*, K (involucro), [C (5), A (5)], G (2), (supero), achenio[1]
  - Calice: il calice, gamosepalo e più o meno attinomorfo (a volte debolmente zigomorfo), è normalmente formato da 3 - 5 lobi. Se il calice si presenta debolmente bilabiato i lobi possono essere raggruppati variamente. In alcune famiglie il calice è ridotto ad una coroncina di squame oppure è sostituito da un pappo di struttura variabile con la funzione di agevolare la dispersione dei semi.
  - Corolla: la corolla, gamopetala e normalmente zigomorfa, ha la forma di un tubo (a volte dilatato nella parte distale) terminante con due più o meno evidenti labbra con 5 lobi. In genere la struttura della corolla è 2/3; ma sono possibili anche altre distribuzioni dei lobi. Altrimenti i petali della corolla sono liberi.
  - Androceo:  l'androceo normalmente è isomero con il calice e la corolla, e gli stami sono disposti in modo alternato ai petali su un solo ciclo. I filamenti sono adnati alla corolla e liberi nella parte alta. Le antere possono essere ravvicinate a coppie. Sono tetrasporangiate, basifisse e normalmente introrse. Le teche in genere sono 2 (biloculari) e poco o ben distinte; la deiscenza è longitudinale (raramente è a valve). Il polline è per lo più tricolporato, ma sono presenti pollini colpati o porati con diverse numeri di aperture.
  - Gineceo: l'ovario in genere è supero (o infero o semi-infero) formato da due (o raramente tre) carpelli saldati. La placentazione è assile. Gli ovuli sono numerosi, hanno un solo tegumento e sono tenuinucellati (con la nocella, stadio primordiale dell'ovulo, ridotta a poche cellule).[5] Lo stilo, inserito alla base dell'ovario (stilo ginobasico), è del tipo filiforme. Lo stigma è bifido con lobi uguali o leggermente ineguali.

- Il frutto è una capsula secca o carnose; sono presenti anche drupe o schizocarpi o acheni, raramente delle bacche. Le forme sono arrotondate, bilobe oppure da oblunghe a ellissoidi. Le deiscenze sono diverse: a esplosione[6]), setticida (parallelamente al setto), altre volte può essere anche circumscissile (lungo una circonferenza) oppure attraverso una deiscenza più o meno irregolare, oppure i frutti sono legnosi o coriacei e indeiscenti. I cotiledoni possono essere profondamente bilobati. La formazione dell'endosperma è cellulare.

## Biologia
- Impollinazione: l'impollinazione avviene tramite insetti (impollinazione entomogama) tipo ditteri e imenotteri, ossia api, vespe, farfalle, falene, mosche, coleotteri e anche uccelli. Esistono anche specie con fiori di tipo cleistogamico, ossia rimangono sempre chiusi e quindi si autoimpollinano. Spesso i colori brillanti della corolla ma anche le brattee colorate collaborano al richiamo degli impollinatori.[1][7]
- Riproduzione: la fecondazione avviene fondamentalmente tramite l'impollinazione dei fiori (vedi sopra).
- Dispersione: i semi cadendo a terra (dopo essere stati trasportati per alcuni metri dal vento – disseminazione anemocora) sono successivamente dispersi soprattutto da insetti tipo formiche (disseminazione mirmecoria).[8] In generale i semi hanno una appendice oleosa (elaisomi, sostanze ricche di grassi, proteine e zuccheri) che attrae le formiche durante i loro spostamenti alla ricerca di cibo.[9] I semi delle specie con frutto tipo drupa sono dispersi da uccelli e mammiferi.[1] In altre specie la dispersione è nell'acqua (disseminazione idrocora).

## Tassonomia
La tassonomia del clade Euasteridi si è potuta concretizzare solamente in questi ultimi decenni per merito delle analisi di tipo filogenetico del DNA (soprattutto quello del plastidio).
In precedenti classificazioni, come quella del Cronquist (1980), le specie del clade Euasteridi erano descritte all'interno della sottoclasse Asteridae (appartenente alla classe Magnoliopsida - dicotiledoni). Prima ancora (1900) nella classificazione di Wettstein erano inserite nella sottoclasse Sympetalae, tutte della classe Dicotyledones.

### Filogenesi
Il clade Euasteridi, sulla base delle analisi di tipo filogenetico del DNA del plastidio, è monofiletico. La monofilia è convalidata anche da un punto di vista morfologico: la presenza di ovuli con un solo tegumento e di un megasporangio tenuinucellato (caratteri comunque considerati come omoplasie). Altri caratteri specifici sono il polline tricolpato, la simpetalia e un solo ciclo di stami. In genere le Euasteridi hanno fiori con stami epipetali e in numero uguale (o inferiore) ai lobi della corolla; il gineceo di norma è formato da due carpelli connati (questi ultimi caratteri sono relativi solamente alle Euasteridi).
I cladi in dettaglio:
- Lamiidi: il clade Lamiidi è caratterizzato soprattutto da una simpetalia ritardata (ossia il tubo corollino si forma dopo i lembi liberi della corolla). Il clade inoltre non contiene acido ellagico. I dati molecolari sono chiaramente a favore della monofilia di questo clade.[10] La sinapomorfia più evidente del clade Lamiidi è la presenza di vasi xilematici con perforazioni semplici.[11]
- Campanulidi: il clade Campanulidi è caratterizzato soprattutto da una simpetalia precoce (il tubo corollino viene formato prima del lembo corollino).[4] Il gruppo delle Asterales (il più numeroso del clade) è caratterizzato dalla presenza di riserve di carboidrati (oligosaccaride inulina), dalla presenza di acido ellagico e dal particolare tipo di impollinazione con meccanismo "a pistone" (impollinazione secondaria).

Il seguente cladogramma mostra l'attuale conoscenza filogenetica del clade Euasteridi.
|  | Apiales                                                       |
|  |                                                               |
|  | \| \| Dipsacales \| \| \| \| \| \| Paracryphiales \| \| \| \| |
|  |                                                               |
|  | Dipsacales                                                    |
|  |                                                               |
|  | Paracryphiales                                                |
|  |                                                               |

|  | Dipsacales     |
|  |                |
|  | Paracryphiales |
|  |                |

|  | Apiales                                                       |
|  |                                                               |
|  | \| \| Dipsacales \| \| \| \| \| \| Paracryphiales \| \| \| \| |
|  |                                                               |
|  | Dipsacales                                                    |
|  |                                                               |
|  | Paracryphiales                                                |
|  |                                                               |

|  | Dipsacales     |
|  |                |
|  | Paracryphiales |
|  |                |

|  | Apiales                                                       |
|  |                                                               |
|  | \| \| Dipsacales \| \| \| \| \| \| Paracryphiales \| \| \| \| |
|  |                                                               |
|  | Dipsacales                                                    |
|  |                                                               |
|  | Paracryphiales                                                |
|  |                                                               |

|  | Dipsacales     |
|  |                |
|  | Paracryphiales |
|  |                |

|  | Apiales                                                       |
|  |                                                               |
|  | \| \| Dipsacales \| \| \| \| \| \| Paracryphiales \| \| \| \| |
|  |                                                               |
|  | Dipsacales                                                    |
|  |                                                               |
|  | Paracryphiales                                                |
|  |                                                               |

|  | Dipsacales     |
|  |                |
|  | Paracryphiales |
|  |                |

|  | Apiales                                                       |
|  |                                                               |
|  | \| \| Dipsacales \| \| \| \| \| \| Paracryphiales \| \| \| \| |
|  |                                                               |
|  | Dipsacales                                                    |
|  |                                                               |
|  | Paracryphiales                                                |
|  |                                                               |

|  | Dipsacales     |
|  |                |
|  | Paracryphiales |
|  |                |

|  | Apiales                                                       |
|  |                                                               |
|  | \| \| Dipsacales \| \| \| \| \| \| Paracryphiales \| \| \| \| |
|  |                                                               |
|  | Dipsacales                                                    |
|  |                                                               |
|  | Paracryphiales                                                |
|  |                                                               |

|  | Dipsacales     |
|  |                |
|  | Paracryphiales |
|  |                |

|  | Apiales                                                       |
|  |                                                               |
|  | \| \| Dipsacales \| \| \| \| \| \| Paracryphiales \| \| \| \| |
|  |                                                               |
|  | Dipsacales                                                    |
|  |                                                               |
|  | Paracryphiales                                                |
|  |                                                               |

|  | Dipsacales     |
|  |                |
|  | Paracryphiales |
|  |                |

|  | Apiales                                                       |
|  |                                                               |
|  | \| \| Dipsacales \| \| \| \| \| \| Paracryphiales \| \| \| \| |
|  |                                                               |
|  | Dipsacales                                                    |
|  |                                                               |
|  | Paracryphiales                                                |
|  |                                                               |

|  | Dipsacales     |
|  |                |
|  | Paracryphiales |
|  |                |

|  | Garryales |
|  | |
|  | \| \| Boraginales \| \| \| \| \| \| Gentianales \| \| \| \| \| \| Vahliales \| \| \| \| \| \| Lamiales \| \| \| \| \| \| Solanales \| \| \| \| |
|  | |
|  | Boraginales |
|  | |
|  | Gentianales |
|  | |
|  | Vahliales |
|  | |
|  | Lamiales |
|  | |
|  | Solanales |
|  | |

|  | Boraginales |
|  |             |
|  | Gentianales |
|  |             |
|  | Vahliales   |
|  |             |
|  | Lamiales    |
|  |             |
|  | Solanales   |
|  |             |

|  | Garryales |
|  | |
|  | \| \| Boraginales \| \| \| \| \| \| Gentianales \| \| \| \| \| \| Vahliales \| \| \| \| \| \| Lamiales \| \| \| \| \| \| Solanales \| \| \| \| |
|  | |
|  | Boraginales |
|  | |
|  | Gentianales |
|  | |
|  | Vahliales |
|  | |
|  | Lamiales |
|  | |
|  | Solanales |
|  | |

|  | Boraginales |
|  |             |
|  | Gentianales |
|  |             |
|  | Vahliales   |
|  |             |
|  | Lamiales    |
|  |             |
|  | Solanales   |
|  |             |

|  | Garryales |
|  | |
|  | \| \| Boraginales \| \| \| \| \| \| Gentianales \| \| \| \| \| \| Vahliales \| \| \| \| \| \| Lamiales \| \| \| \| \| \| Solanales \| \| \| \| |
|  | |
|  | Boraginales |
|  | |
|  | Gentianales |
|  | |
|  | Vahliales |
|  | |
|  | Lamiales |
|  | |
|  | Solanales |
|  | |

|  | Boraginales |
|  |             |
|  | Gentianales |
|  |             |
|  | Vahliales   |
|  |             |
|  | Lamiales    |
|  |             |
|  | Solanales   |
|  |             |

|  | Garryales |
|  | |
|  | \| \| Boraginales \| \| \| \| \| \| Gentianales \| \| \| \| \| \| Vahliales \| \| \| \| \| \| Lamiales \| \| \| \| \| \| Solanales \| \| \| \| |
|  | |
|  | Boraginales |
|  | |
|  | Gentianales |
|  | |
|  | Vahliales |
|  | |
|  | Lamiales |
|  | |
|  | Solanales |
|  | |

|  | Boraginales |
|  |             |
|  | Gentianales |
|  |             |
|  | Vahliales   |
|  |             |
|  | Lamiales    |
|  |             |
|  | Solanales   |
|  |             |

|  | Apiales                                                       |
|  |                                                               |
|  | \| \| Dipsacales \| \| \| \| \| \| Paracryphiales \| \| \| \| |
|  |                                                               |
|  | Dipsacales                                                    |
|  |                                                               |
|  | Paracryphiales                                                |
|  |                                                               |

|  | Dipsacales     |
|  |                |
|  | Paracryphiales |
|  |                |

|  | Apiales                                                       |
|  |                                                               |
|  | \| \| Dipsacales \| \| \| \| \| \| Paracryphiales \| \| \| \| |
|  |                                                               |
|  | Dipsacales                                                    |
|  |                                                               |
|  | Paracryphiales                                                |
|  |                                                               |

|  | Dipsacales     |
|  |                |
|  | Paracryphiales |
|  |                |

|  | Apiales                                                       |
|  |                                                               |
|  | \| \| Dipsacales \| \| \| \| \| \| Paracryphiales \| \| \| \| |
|  |                                                               |
|  | Dipsacales                                                    |
|  |                                                               |
|  | Paracryphiales                                                |
|  |                                                               |

|  | Dipsacales     |
|  |                |
|  | Paracryphiales |
|  |                |

|  | Apiales                                                       |
|  |                                                               |
|  | \| \| Dipsacales \| \| \| \| \| \| Paracryphiales \| \| \| \| |
|  |                                                               |
|  | Dipsacales                                                    |
|  |                                                               |
|  | Paracryphiales                                                |
|  |                                                               |

|  | Dipsacales     |
|  |                |
|  | Paracryphiales |
|  |                |

|  | Apiales                                                       |
|  |                                                               |
|  | \| \| Dipsacales \| \| \| \| \| \| Paracryphiales \| \| \| \| |
|  |                                                               |
|  | Dipsacales                                                    |
|  |                                                               |
|  | Paracryphiales                                                |
|  |                                                               |

|  | Dipsacales     |
|  |                |
|  | Paracryphiales |
|  |                |

|  | Apiales                                                       |
|  |                                                               |
|  | \| \| Dipsacales \| \| \| \| \| \| Paracryphiales \| \| \| \| |
|  |                                                               |
|  | Dipsacales                                                    |
|  |                                                               |
|  | Paracryphiales                                                |
|  |                                                               |

|  | Dipsacales     |
|  |                |
|  | Paracryphiales |
|  |                |

|  | Apiales                                                       |
|  |                                                               |
|  | \| \| Dipsacales \| \| \| \| \| \| Paracryphiales \| \| \| \| |
|  |                                                               |
|  | Dipsacales                                                    |
|  |                                                               |
|  | Paracryphiales                                                |
|  |                                                               |

|  | Dipsacales     |
|  |                |
|  | Paracryphiales |
|  |                |

|  | Apiales                                                       |
|  |                                                               |
|  | \| \| Dipsacales \| \| \| \| \| \| Paracryphiales \| \| \| \| |
|  |                                                               |
|  | Dipsacales                                                    |
|  |                                                               |
|  | Paracryphiales                                                |
|  |                                                               |

|  | Dipsacales     |
|  |                |
|  | Paracryphiales |
|  |                |

|  | Garryales |
|  | |
|  | \| \| Boraginales \| \| \| \| \| \| Gentianales \| \| \| \| \| \| Vahliales \| \| \| \| \| \| Lamiales \| \| \| \| \| \| Solanales \| \| \| \| |
|  | |
|  | Boraginales |
|  | |
|  | Gentianales |
|  | |
|  | Vahliales |
|  | |
|  | Lamiales |
|  | |
|  | Solanales |
|  | |

|  | Boraginales |
|  |             |
|  | Gentianales |
|  |             |
|  | Vahliales   |
|  |             |
|  | Lamiales    |
|  |             |
|  | Solanales   |
|  |             |

|  | Garryales |
|  | |
|  | \| \| Boraginales \| \| \| \| \| \| Gentianales \| \| \| \| \| \| Vahliales \| \| \| \| \| \| Lamiales \| \| \| \| \| \| Solanales \| \| \| \| |
|  | |
|  | Boraginales |
|  | |
|  | Gentianales |
|  | |
|  | Vahliales |
|  | |
|  | Lamiales |
|  | |
|  | Solanales |
|  | |

|  | Boraginales |
|  |             |
|  | Gentianales |
|  |             |
|  | Vahliales   |
|  |             |
|  | Lamiales    |
|  |             |
|  | Solanales   |
|  |             |

|  | Garryales |
|  | |
|  | \| \| Boraginales \| \| \| \| \| \| Gentianales \| \| \| \| \| \| Vahliales \| \| \| \| \| \| Lamiales \| \| \| \| \| \| Solanales \| \| \| \| |
|  | |
|  | Boraginales |
|  | |
|  | Gentianales |
|  | |
|  | Vahliales |
|  | |
|  | Lamiales |
|  | |
|  | Solanales |
|  | |

|  | Boraginales |
|  |             |
|  | Gentianales |
|  |             |
|  | Vahliales   |
|  |             |
|  | Lamiales    |
|  |             |
|  | Solanales   |
|  |             |

|  | Garryales |
|  | |
|  | \| \| Boraginales \| \| \| \| \| \| Gentianales \| \| \| \| \| \| Vahliales \| \| \| \| \| \| Lamiales \| \| \| \| \| \| Solanales \| \| \| \| |
|  | |
|  | Boraginales |
|  | |
|  | Gentianales |
|  | |
|  | Vahliales |
|  | |
|  | Lamiales |
|  | |
|  | Solanales |
|  | |

|  | Boraginales |
|  |             |
|  | Gentianales |
|  |             |
|  | Vahliales   |
|  |             |
|  | Lamiales    |
|  |             |
|  | Solanales   |
|  |             |

### Composizione del clade
Il clade Euasteridi si compone di 2 sottocladi, 15 ordini, 709 famiglie, 4 761 generi e 78 794 specie (le quantità sono indicative):
| Clade       | Ordine/i | Famiglie | Generi | Specie |
| ----------- | -------- | -------- | ------ | ------ |
| Campanulidi | 7        | 29       | 2 291  | 33 216 |
| Lamiidi     | 8        | 41       | 2 470  | 45 578 |

Per le famiglie dei cladi Lamiidi e Campanulidi vedere le singole voci.

### Flora spontanea italiana
Nella flora spontanea italiana del clade Euasteridi sono presenti i seguenti ordini (i numeri sono indicativi):
- Clade Lamiidi: 
  - Boraginales (una famiglia con 31 generi);
  - Gentianales (3 famiglie con 26 generi);
  - Lamiales (11 famiglie con 88 generi);
  - Solanales (2 famiglie con 22 generi).
- Clade Campanulidi:
  - Apiales (3 famiglie con 84 generi);
  - Aquifoliales (una famiglia con un genere);
  - Asterales (3 famiglie con 134 generi);
  - Dipsacales (2 famiglie con 18 generi).